# Arkanđeo (ptica)
Arkanđeo ili Dalmatinska zimovka  (lat. Columba illyrica) hrvatska je samonikla pasmina ukrasnih golubova pripitomljena iz vrste divljeg goluba pećinara. Odlikuje se perjem metalnog sjaja, a u pogledu boje ptica je najčešće bakreno-crnokrilna ili zlatno-crnokrilna, pri čemu krila mogu biti i u varijacijama plave, sive ili bijele boje.

## Podrijetlo i rasprostranjenost
Svoje podrijetlo Arkanđeo vuče s područja Dalmacije, odnosno nekadašnje starovjekovne Ilirije. Stoga je u Hrvatskoj za njega rasprostranjen naziv Dalmatinska zimovka ili Ilirski golub. Ima neke sličnosti sa obilježjima Zimovke, ptice iz porodice zeba. Naziv Ilirski golub (lat. Columba illirica) nadjenuli su mu još stari Rimljani u vrijeme kada su pokorili ilirska plemena. Kako se Jadranskim morem, kao i cijelim Sredozemljem, tada i kasnije odvijao razmjerno intenzivan pomorski promet, u čemu su svoj udjel imali i stari Dubrovčani, pasmina se postupno proširila sve do Španjolske, o čemu postoje dokumenti iz 1350. godine. Na području današnje Njemačke je ovaj golub poznat od 1822. godine, a u Engleskoj od 1839. godine.
Tijekom vremena područje njegove rasprostranjenosti se proširilo pa se danas uzgaja po cijelom svijetu. Brojno stanje populacije nije precizno utvrđeno, a postoji više uzgojnih područja i programa. U Sjedinjenim Američkim Državama naziv „Arkanđeo” odnosi se na sve kombinacije boja perja ove pasmine, dok se u Velikoj Britaniji taj naziv primjenjuje samo za bakreno-crnokrilnu varijantu. U Njemačkoj je ova pasmina poznata pod imenom „Gimpeltaube”, a na području te države razvijeno je i više varijanti boja.

## Obilježja
Ova je ptica razmjerno mala pasmina goluba, težine oko 340 grama, odnosno 12 unci. Osobitost pasmine je šiljata kukmica na stražnjem dijelu glave. Noge su joj tamnocrvene i nisu obraštene perjem, kao kod nekih drugih pasmina, dok su joj oči narančaste boje. Vrat je razmjerno dug i tanak, a prsa umjereno široka i lagano naglašena. Krila pravilno naliježu na rep, bez križanja lijevog i desnog krila, a ne prelaze dužinu repa, koji je dug i uzak i ne smije biti preuzak, niti doticati tlo.
Premda malen rastom, Arkanđeo je od davnina poznat kao najborbenija pasmina golubova. Osim na tlu, mužjaci su se tukli i u zraku tijekom letenja. Kasnijom selekcijom stvoreni su tipovi pitomije, mirnije naravi.

## Galerija
- Primjerak bakreno-crnog Arkanđela s karakterističnim svjetlucavim ljubičastim odsjajem
- Glava izbliza s tipičnim narančastim očima
- Rijetka varijanta s plavkasto-sivkastim krilima

## Vanjske poveznice
- Vrste hrvatskih pasmina golubova
- Slavko Barišić - golubar iz Matulja
- Arkanđeo među devet bizarnih i lijepih ukrasnih golubova
- Golub Dalmatinski zimovka – opis, rasprostranjenost i povijest  Arhivirana inačica izvorne stranice od 8. travnja 2025. (Wayback Machine)
- Američki Arkanđeo-klub